# Bernard I van La Marche
Bernard I van La Marche (circa 991 – 1047) was van 1005 tot aan zijn dood graaf van La Marche. Hij behoorde tot het huis Périgord.

## Levensloop
Bernard I was de zoon van graaf Adelbert I van La Marche en Almodis van Limoges. Omdat bij de dood van zijn vader in 997 nog minderjarig was, werd zijn oom Boso II aangesteld tot de nieuwe graaf van La Marche. Nadat Boso in 1005 gestorven was, nam Bernard de regering van het graafschap La Marche over.
Tijdens zijn bewind voerde hij een vete tegen heer Amalrik van Rancon, die de controle over de burcht van Civray had overgenomen. Bernard sloot een alliantie met hertog Willem V van Aquitanië en heer Hugo IV van Lusignan en kon Civray bevrijden uit de handen van Amalrik, waarna Bernard met de steun van de plaatselijke bevolking de volledige controle over de burcht overnam. Hiermee maakte hij echter Hugo IV van Lusignan tot zijn vijand, aan wie Bernard een vierde van de burcht van Civray had beloofd. Hugo IV sloot daarop een alliantie met Amalrik van Rancon. Uiteindelijk werd de vete bijgelegd door het huwelijk tussen Bernards dochter Almodis met Hugo V van Lusignan, de zoon van Hugo IV.
In 1047 stierf Bernard, waarna zijn zoon Adelbert II hem opvolgde als graaf van La Marche.

## Huwelijk en nakomelingen
Bernard was gehuwd met Amelia, wier afkomst niet geweten is. Ze kregen vijf kinderen:
- Adelbert II († 1088), graaf van La Marche
- Odo I († 1098), graaf van La Marche
- Almodis (circa 1020-1071), huwde eerst in 1038 met heer Hugo V van Lusignan, daarna rond in 1040 met graaf Pons van Toulouse en vervolgens in 1054 met graaf Raymond Berengarius I van Barcelona
- Reingarde, huwde met graaf Peter Raymond van Carcassonne
- Lucia († na 1090), huwde met graaf Artaldo van Pallars